# Велсвил (Канзас)
Велсвил (енгл. Wellsville) град је у америчкој савезној држави Канзас.

## Демографија
По попису из 2010. године број становника је 1.857, што је 251 (15,6%) становника више него 2000. године.
| Група             | 2000.         | 2010.         |
| Белци             | 1.565 (97,4%) | 1.738 (93,6%) |
| Афроамериканци    | 3 (0,2%)      | 13 (0,7%)     |
| Азијати           | 1 (0,1%)      | 3 (0,2%)      |
| Хиспаноамериканци | 12 (0,7%)     | 59 (3,2%)     |
| Укупно            | 1.606         | 1.857         |